# Angel das Blumenmädchen
Angel das Blumenmädchen (jap. 花の子ルンルン, Hana no Ko Run-Run, dt. „Das Blumenkind Lun-Lun“) ist eine 50-teilige Magical-Girl-Anime-Serie aus den Jahren 1979 bis 1980.

## Handlung

### Originalfassung
Die 15-jährige Tochter eines französischen Blumenverkäufers, LunLun, wird von der sprechenden Katze Cateau und dem sprechenden Hund Bernie Nouveau aufgesucht. Diese wurden vom König des fernen Planeten Flowern entsandt. Dort hat eine böse Königin die Macht ergriffen und sucht nun sieben magische Blumen, die es auf der Erde gibt. LunLun, Cateau und Bernie machen sich in Europa auf die Suche, um Yaboki, dem Diener der Königin, zuvorzukommen. Dabei nutzt LunLun ihren „Blumenschlüssel“, um sich in ein Magical Girl zu verwandeln, wenn es nötig ist.

### Deutsche Fassung
Die 15-jährige Tochter eines französischen Blumenverkäufers, Angel (im Original LunLun), wird von der sprechenden Katze Kathy (Cateau) und dem sprechenden Hund Bernie (Nouveau) aufgesucht. Diese wurden von der Königin des Blumensterns entsendet, auf dem die Blumengeister leben. Der König des Blumensterns wird bald sterben und für die Krönung des Nachfolgers wird die siebenfarbige Blume benötigt, die nur einmal auf der Erde blüht. Weil Angel eine Nachfahrin der Blumengeister ist, die einst zusammen mit den Menschen die Erde bevölkerten, wurde Angel auserwählt zusammen mit Kathy und Bernie die siebenfarbige Blume zu finden. Dabei nutzt Angel ihren „Blumenschlüssel“, um sich in ein Magical Girl zu verwandeln, wenn es nötig ist. Bei ihrer Suche in ganz Europa werden sie von der bösartige Cora und ihrem Diener Boris (Yaboki) verfolgt, die die Blume ebenfalls an sich bringen wollen, damit Cora Königin des Blumensterns werden kann.

## Produktion und Veröffentlichung
Toei Animation produzierte die 50-teilige Serie unter der Regie von Hiroshi Shidara nach einem Konzept von Shirō Jinbo. Für das Charakterdesign waren Michi Himeno, Mitsuo Shindo und Shingo Araki verantwortlich. Künstlerischer Leiter war Eiji Itō und die Musik komponierte Hiroshi Tsutsui. Das Lied im Vorspann ist Hana no Ko Lunlun (花の子ルンルン) von Mitsuko Horie und The Chaps, für den Abspann verwendete man Onna no Ko tte (女の子って) von Asei Kobayashi und Yūko Inomata.
Die Serie wurde erstmals vom 9. Februar 1979 bis zum 8. Februar 198 bei TV Asahi ausgestrahlt. In Deutschland wurden die Folgen 1 bis 4 und 14 bis 19 Anfang der 80er Jahre von dem Label Toppic auf VHS und Betamax veröffentlicht. Beim Label Corona erfolgte eine VHS-Neuauflage der Folgen 1 bis 4 und 14 bis 15. Die deutsche Bearbeitung erfolgte durch Theo Partisch. 1999 erfolgte eine neue Synchronfassung der ersten beiden Folgen unter dem Titel Der kleine Engel, die 1999 auf VHS und 2004 auf DVD veröffentlicht wurde. Daneben gibt es unter anderem Übersetzungen ins Französische, Englische, Spanische, Italienische und Arabische.
Eine Variante der 15. Folge lief als Kurzfilm auf dem Filmfestival Tōei Manga Matsuri vom 21. Juli 1979. Am 15. März 1980 wurde wiederum auf dem gleichen Filmfestival der 15-minütige Kurzfilm Hana no Ko Lun-Lun: Konnichi wa Sakura no Kuni (花の子ルンルン こんにちわ桜の国) aufgeführt.
| Rolle          | Japanische Stimme (Seiyū) | Deutsche Stimme                                            |
| -------------- | ------------------------- | ---------------------------------------------------------- |
| Angel/Lunlun   | Mari Okamoto              | Simone Brahmann Folge (1–19) Traudel Sperber Folge (20–42) |
| Kathy/Cateau   | Fuyumi Shiraishi          | Marina Köhler Folge (1–19) Inez Günther Folge (20–42)      |
| Bernie/Nouveau | Takuzō Kamiyama           | Michael Habeck                                             |